# Ameryka Północna

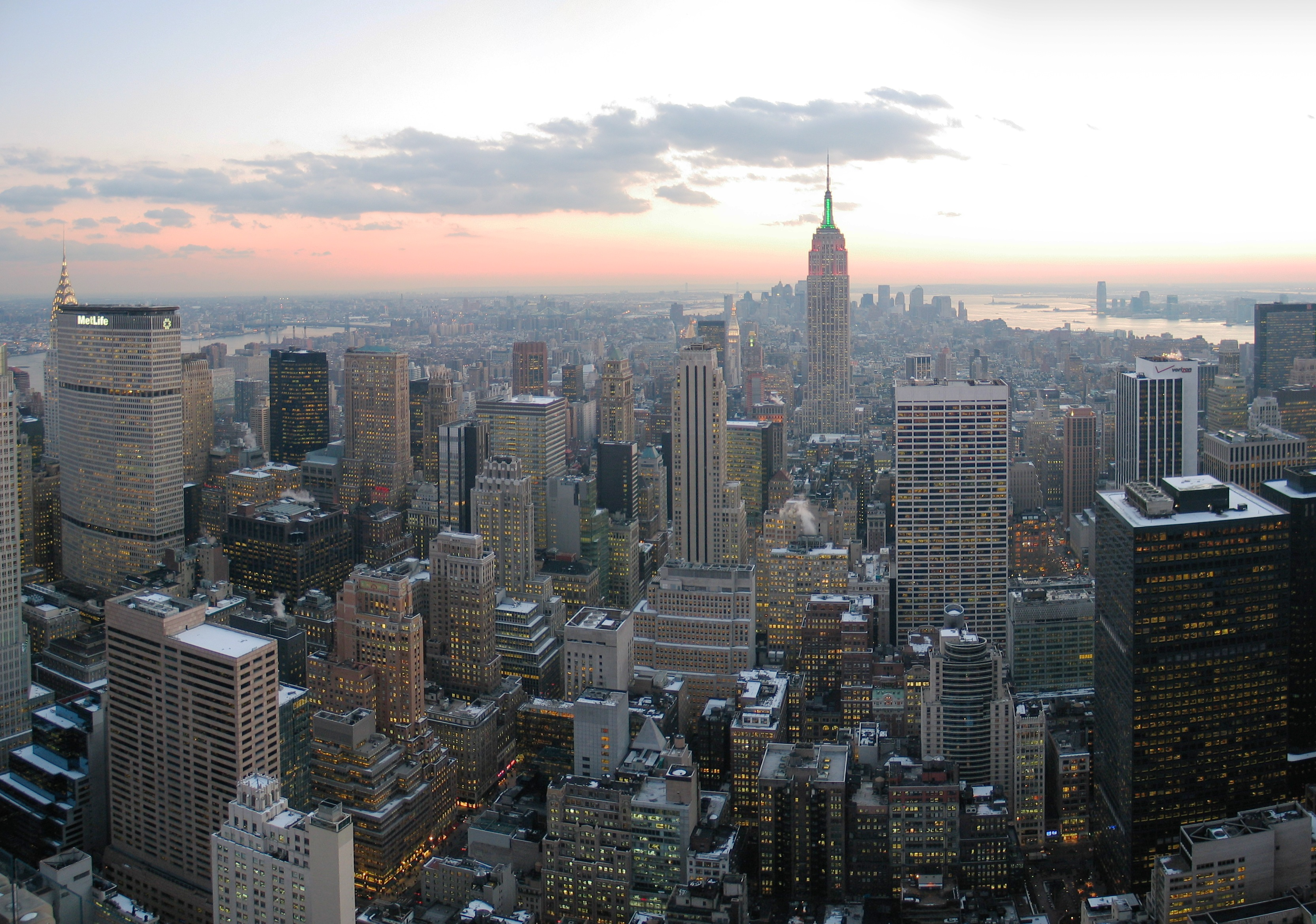
Nowy Jork

Ameryka Północna – trzeci co do wielkości kontynent na Ziemi, o powierzchni 24 230 000 km² (16,2% lądowej powierzchni planety), położony na półkulach: północnej i zachodniej. Nazwa kontynentu pochodzi od włoskiego kupca i nawigatora Amerigo Vespucciego, który był jednym z pierwszych Europejczyków badających Nowy Świat.
W zależności od źródeł pod względem geograficznym Ameryką Północną określa się obszar, którego południową granicę stanowi Przesmyk Panamski lub przesmyk Tehuantepec. W Ameryce Północnej znajdują się m.in. Kanada, Stany Zjednoczone i Meksyk. W skład kontynentu wchodzą również Ameryka Środkowa. Obszar Ameryki Środkowej obejmuje Amerykę Centralną (południową część Meksyku od przesmyku Tehuantepec, Gwatemalę, Belize, Salwador, Honduras, Nikaraguę, Kostarykę i Panamę) oraz Indie Zachodnie, niekiedy zaliczane jako osobny region. Według innej definicji Ameryka Środkowa obejmuje obszar od granicy amerykańsko-meksykańskiej do Panamy. Pomiędzy Ameryką Północną a Środkową istnieje podział kulturowy, gdzie granica przebiega na wysokości przesmyku Tehuantepec w Meksyku. Ze względu na to, że przesmyk dzieliłby Meksyk na dwie różne części, kraj ten w całości jest przypisany kulturowo do Ameryki Środkowej. Pod względem geograficznym Ameryka Środkowa jest silnie powiązany geograficznie z resztą kontynentu północnoamerykańskiego.

## Dane geograficzne
Z kontynentem związane są: Grenlandia (największa wyspa na świecie), Archipelag Arktyczny, Wyspy Królowej Charlotty, Aleuty i Indie Zachodnie. Od zachodu Amerykę Północną otacza Ocean Spokojny, od północy Ocean Arktyczny, a od wschodu Ocean Atlantycki. Grenlandia jest oddzielona od Islandii Cieśniną Duńską. Na północnym zachodzie Ameryka Północna oddzielona jest od Azji Cieśniną Beringa. Na południu ma połączenie lądowe z Ameryką Południową.
Skrajne punkty Ameryki Północnej jako kontynentu:
- na północy – Półwysep Murchisona (71°58′N),
- na południu – Punta Mariato (7°12′N),
- na zachodzie – Przylądek Księcia Walii (168°05′W),
- na wschodzie – Cape St. Charles (55°40′W).

Rozciągłość kontynentu wschód-zachód (od Alaski do Labradoru) wynosi 5600 km, rozciągłość północ-południe 7175 km.
Największą wyspą w Ameryce Północnej (i na świecie) jest Grenlandia zajmująca powierzchnię 2,175 mln km².
Najwyższym szczytem Ameryki Północnej jest położony w Kordylierach Mount McKinley (również: Denali) o wysokości 6190 m. Najniżej położony punkt (86 m p.p.m.) znajduje się w Dolinie Śmierci. Północ tworzy tarcza laurentyńska (znana również jako kanadyjska). W zachodniej części kontynentu rozciągają się Kordyliery. Na południowym zachodzie Stanów Zjednoczonych znajdują się wyżyny Kolorado. Przedłużeniem systemu Kordylierów na południu jest Wyżyna Meksykańska. W środkowej części kontynentu, od wybrzeża arktycznego do Rio Grande w środkowym Teksasie znajdują się Wielkie Równiny. Wschodnia część Ameryki Północnej (od Nowej Fundlandii do północnej Alabamy) jest zdominowana przez Appalachy. Linia brzegowa liczy ok. 60 tys. km.
Na północy panuje klimat polarny i subpolarny. Północna-wschodnia część kontynentu jest chłodna. Na zachodzie dominuje klimat umiarkowany, zaś na południu klimat podzwrotnikowy. Główną rzeką jest Missisipi, która wraz z Missouri i Ohio odprowadzają wody z około 15% powierzchni Ameryki Północnej do Zatoki Meksykańskiej. Inne ważne rzeki to: Mackenzie i Rzeka Świętego Wawrzyńca. Ta ostatnia łączący pięć Wielkich Jezior (Erie, Huron, Jezioro Górne, Micigan i Ontario), będących największym zbiornikiem wody słodkiej na Ziemi.
Pustynie zajmują powierzchnię 5,5%, półpustynie 11,2%.
Na północy pustynie arktyczne, tundra, lasy iglaste, ku południu przechodzą w lasy mieszane i liściaste, w części środkowej prerie, na pd.-zach. półpustynie i pustynie. W Kordylierach górskie lasy iglaste i roślinność alpejska, na wybrzeżach Ameryki Środkowej lasy równikowe. Fauna ssaków zróżnicowana, m.in.: wół piżmowy, renifer karibu, jeleń wirginijski, niedźwiedzie (baribal, grizzly), bizon amerykański (w rezerwatach).

## Ludność
Pierwszymi mieszkańcami Ameryki Północnej były ludy, który wyemigrowały z Syberii do Ameryki Północnej podczas epoki lodowej. Potomkami tych ludów są rdzeni Indianie, Aleuci, Innuici, stanowiący współcześnie mniejszość mieszkańców kontynentu. Największą grupę ludności stanowią ludzie pochodzenia europejskiego. W Ameryce Północnej żyją również ludzie pochodzenia azjatyckiego i afrykańskiego oraz Latynoamerykanie. W latach 1950–2008 liczba ludności się podwoiła. Rozmieszczenie ludności jest bardzo nierównomierne i jest następstwem silnego zróżnicowania środowiska naturalnego.
W 2005 roku na kontynencie znajdowały się trzy zespoły miejskie liczące więcej niż 10 mln mieszkańców: Meksyk (ok. 22 mln), Nowy Jork-Newark (18,8 mln), Los Angeles–Long Beach–Santa Ana (17,7 mln).

## Gospodarka
Ameryka Północna posiada duże zasoby bogactw mineralnych, lasów, słodkiej wody oraz żyznych gleb. Z tych względów kontynent stał się jednym z najbardziej rozwiniętych gospodarczo regionów na świecie, jednak poziom rozwoju społeczno-gospodarczego jest znacznie zróżnicowany. Na skutek przypływy imigrantów z Europy, którzy posługiwali się najnowszymi osiągnięciami technicznymi, inwestycji w transport oraz bogactwom naturalnym Stany Zjednoczone i Kanada stały się jednymi z najbogatszych państw na świecie. Państwa Ameryki Środkowej odznaczają się słabszym poziomem gospodarczym. Na przestrzeni lat rozwój gospodarczy hamowały: mniejszy od Stanów Zjednoczonych i Kanada przypływ imigrantów, rozdrobnienie tego obszaru na szereg małych państw i kolonii oraz niestabilność polityczna w regionie. W wielu państwach Ameryki Środkowej z bogactwa generowanego przez rozwój gospodarczy korzysta niewielka grupa osób. Nierówności społeczne w mniejszym stopniu dotykają również Stany Zjednoczone i Kanadę.

## Podział polityczny Ameryki Północnej

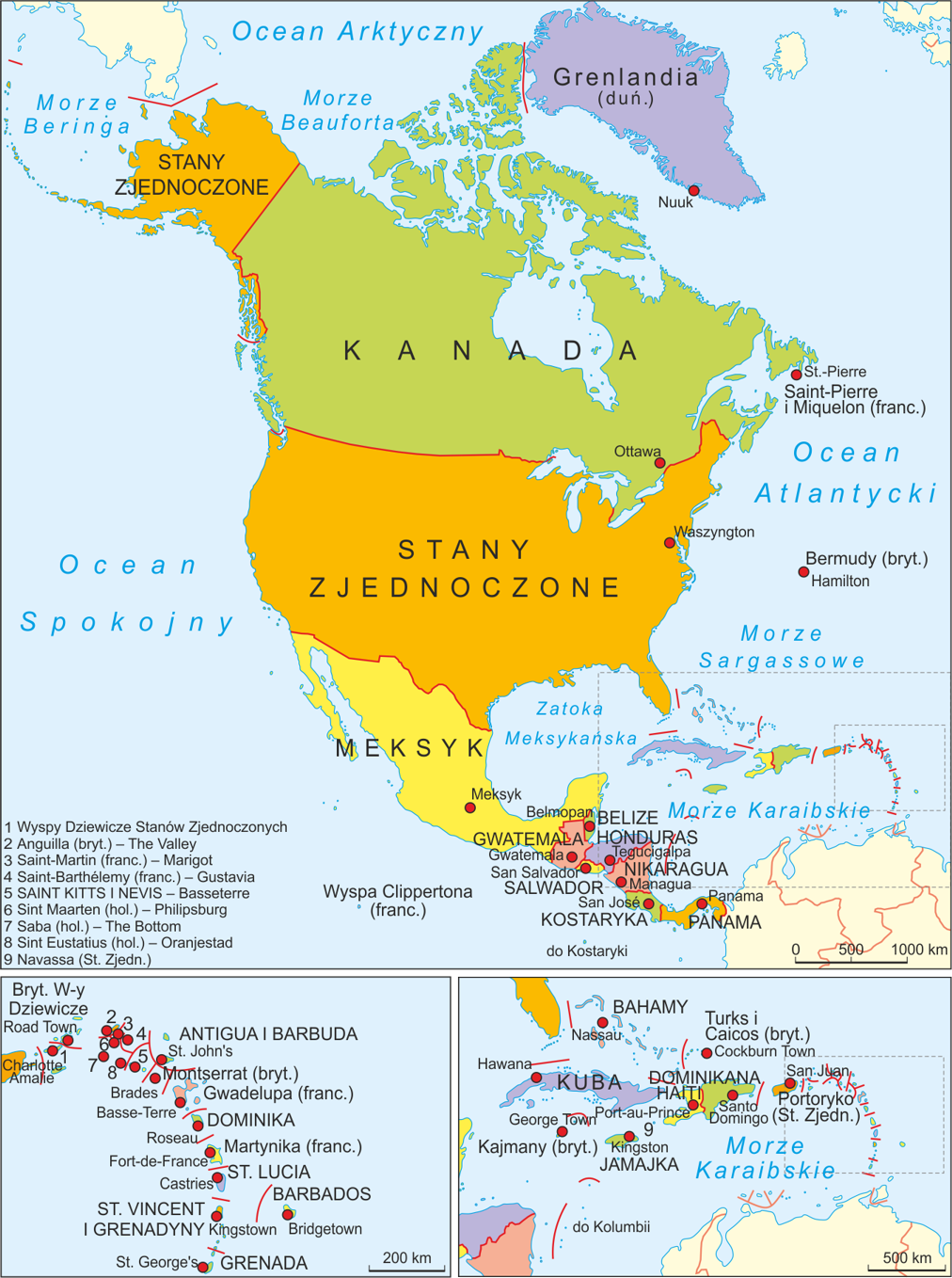
Ameryka Północna – mapa polityczna

### Państwa Ameryki Północnej oraz ich stolice
| Lp. | Państwo                   | Stolica        | Powierzchnia (w km²) | Ludność (2024 r.) |
| --- | ------------------------- | -------------- | -------------------- | ----------------- |
| 1   | Antigua i Barbuda         | Saint John’s   | 443                  | 93 316            |
| 2   | Bahamy                    | Nassau         | 13880                | 399 440           |
| 3   | Barbados                  | Bridgetown     | 430                  | 282 336           |
| 4   | Belize                    | Belmopan       | 22966                | 411 106           |
| 5   | Dominika                  | Roseau         | 751                  | 66 510            |
| 6   | Dominikana                | Santo Domingo  | 48670                | 11 331 265        |
| 7   | Grenada                   | Saint George’s | 344                  | 117 081           |
| 8   | Gwatemala                 | Gwatemala      | 108889               | 18 124 838        |
| 9   | Haiti                     | Port-au-Prince | 27750                | 11 637 398        |
| 10  | Honduras                  | Tegucigalpa    | 112090               | 10 644 851        |
| 11  | Jamajka                   | Kingston       | 10991                | 2 839 786         |
| 12  | Kanada                    | Ottawa         | 9984670              | 40 097 761        |
| 13  | Kostaryka                 | San José       | 51100                | 5 105 525         |
| 14  | Kuba                      | Hawana         | 110860               | 11 019 931        |
| 15  | Meksyk                    | Meksyk         | 1964375              | 129 739 759       |
| 16  | Nikaragua                 | Managua        | 130370               | 6 823 613         |
| 17  | Panama                    | Panama         | 75420                | 4 458 759         |
| 18  | Saint Kitts i Nevis       | Basseterre     | 261                  | 46 758            |
| 19  | Saint Lucia               | Castries       | 616                  | 179 285           |
| 20  | Saint Vincent i Grenadyny | Kingstown      | 389                  | 101 323           |
| 21  | Salwador                  | San Salvador   | 21 041               | 6 309 624         |
| 22  | Stany Zjednoczone         | Waszyngton     | 9833517              | 334 914 895       |

### Terytoria zależne
- Terytoria autonomiczne Danii: Grenlandia[44].
- Departamenty i regiony zamorskie Francji: Gwadelupa, Martynika[45].
- Terytoria zamorskie Francji: Saint-Barthélemy, Saint-Martin, Wyspa Clippertona[a][50].
- Wspólnoty zamorskie Francji: Saint-Pierre i Miquelon[51].
- Gminy zamorskie Holandii: Saba, Sint Eustatius[52].
- Kraje autonomiczne Holandii: Sint Maarten[51].
- Terytoria nieinkorporowane Stanów Zjednoczonych: Navassa (stanowiące obszar roszczeń Haiti), Portoryko, Wyspy Dziewicze Stanów Zjednoczonych[53]
- Terytoria zamorskie Wielkiej Brytanii: Anguilla, Bermudy, Brytyjskie Wyspy Dziewicze, Kajmany, Montserrat, Turks i Caicos[54].